# Cissé Mariam Kaïdama Sidibé
Cissé Mariam Kaïdama Sidibé (Timbuctù, 4 gennaio 1948 – Tunisi, 6 novembre 2021) è stata una politica maliana.

## Biografia
È stata ministro per la Cooperazione internazionale e ministro dell'Agricoltura. Dal 2003 è stata anche presidente del consiglio d'amministrazione della Sonatam (Société Nationale des Tabacs et Allumettes du Mali). Cissè Mariam Khaïdama Sidibè è stata la prima donna a ricoprire l'incarico di Primo ministro nella storia del Mali.